# La congiuntura
La congiuntura is een Italiaanse filmkomedie uit 1964 onder regie van Ettore Scola.

## Verhaal
Een niet al te pientere prins laat zich door een Britse vrouw overhalen tot een plezierreisje naar Zwitserland. Hij moet daarbij een miljoen dollar smokkelen, omdat ze denkt dat de douane de edelman toch niet zal controleren. Haar ex-vriend wil haar het geld afhandig maken.

## Rolverdeling
| Acteur            | Personage |
| ----------------- | --------- |
| Vittorio Gassman  | Giuliano  |
| Joan Collins      | Jane      |
| Jacques Bergerac  | Sandro    |
| Hilda Barry       | Dana      |
| Pippo Starnazza   | Francesco |
| Dino Curcio       | Salerno   |
| Aldo De Carellis  | Eduardo   |
| Alfredo Marchetti |           |
| Halina Zalewska   | Luisetta  |
| Ugo Fangareggi    | Dief      |
| Maurice Rosemberg |           |
| Paolo Bonacelli   | Zenone    |
| Renato Montalbano | Dino      |
| Marino Masé       | Angelo    |
| Adolfo Eisenstein | Enrico    |